# برج‌های فولکارت
برج‌های فولکارت (Folkart Towers) آسمان‌خراش‌های دوقلو واقع در ازمیر ترکیه هستند. با ارتفاع بنایی ۲۰۰ متر بالای سطح زمین آن‌ها بلندترین ساختمان‌ها در ایزمیر هستند. برج‌های فولکارت هنگام تکمیل ساختشان پنجمین برج‌های دوقلو در اروپا از لحاظ بلندی محسوب می‌شدند.
ساخت این برج‌ها در سال ۲۰۰۱ آغاز گشت و در آوریل ۲۰۰۳ از برج هیلتون ایزمیر پیشی گرفتند و بلندترین ساختمان‌های این شهر شدند. کارهای ساخت و ساز در سال ۲۰۱۴ تکمیل شد. در طول ساخت این دو بنا هزار نفر به کار گرفته شدند و بعد از ساخت انتظار می‌رفت که محل سکونت یا کار بیش از چهار هزار نفر باشند. در فوریه ۲۰۱۵ بزرگترین گالری هنر در ترکیه در این برج‌ها افتتاح شد. مساحت این گالری ۸۰۰ متر مربع است.